# Pinza (dulce)

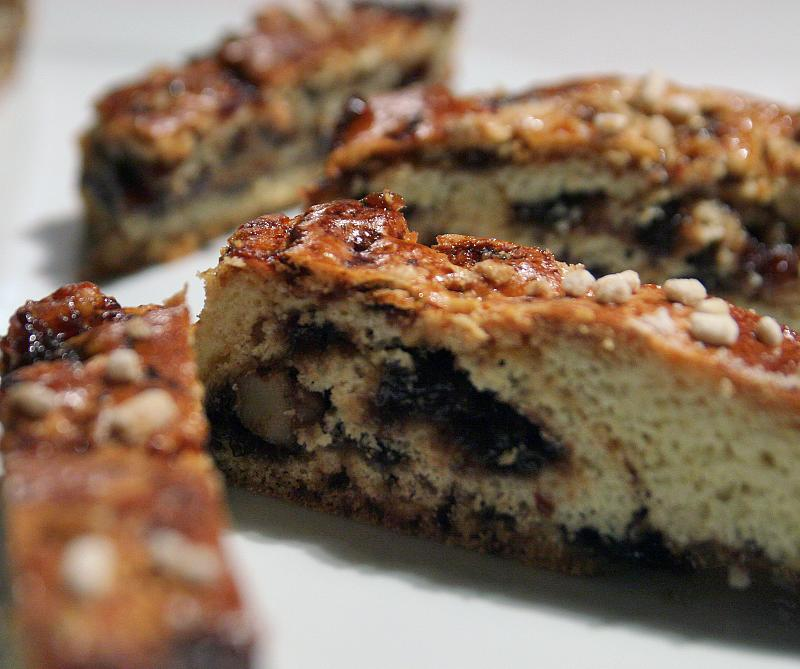
Pinza boloñesa.

La pinza (en veneciano pinsa) es un dulce típico del Véneto, el Friul y algunos valles de la provincia de Trento. Con este nombre se designa sin embargo también a otro dulce, completamente diferente, en Bolonia y Trieste.
La receta varía de un lugar a otro, pero pueden esbozarse las características generales. Los ingredientes son simples, típicos de la tradición campesina, ahora mucho más rica que en el pasado: la masa se hace con harina blanca, harina de maíz, levadura, azúcar y huevos, añadiéndose fruta confitada, pasas y semillas de hinojo. Se toma con vino tinto, especialmente Fragolino o vino caliente.
El pastel se tomaba durante las fiestas navideñas (podía alcanzar un metro de diámetro), especialmente con ocasión de los fuegos del comienzo del año (los pìroe-paroe o panaìni, panevìni, vècie), cociéndose incluso en ellos.
La etimología de la palabra es quizá la misma que la de «pizza».